# ميخائيل نوتنغهام
ميخائيل نوتنغهام (بالإنجليزية: Michael Nottingham) هو لاعب كرة قدم بريطاني في مركز الدفاع، ولد في 14 أبريل 1989 في برمنغهام في المملكة المتحدة. لعب مع نادي بلاكبول.

## وصلات خارجية
- ميخائيل نوتنغهام على موقع قاعدة بيانات كرة القدم.إي يو (الإنجليزية)
- ميخائيل نوتنغهام على موقع ناشيونال فوتبول تيمز (الإنجليزية)
- ميخائيل نوتنغهام على موقع Soccerbase.com (لاعب) (الإنجليزية)
- ميخائيل نوتنغهام على موقع Soccerway.com (الإنجليزية)